# Ewa Krzywicka-Blum
Ewa Krzywicka-Blum (ur. 9 marca 1933 we Lwowie) – polska kartograf, geodeta, geoinformatyk. Profesor nauk technicznych. Wynalazczyni digitizera sonorycznego – urządzenia do nauki dzieci niewidomych przy pomocy dźwięku.
W latach 1950–1955 studiowała na Wydziale Matematyczno-Fizyczno-Chemicznym Uniwersytetu Wrocławskiego, uzyskując dyplom w zakresie matematyki ogólnej. W latach 1959–1964 odbyła studia wyższe na Wydziale Geodezji Górniczej Akademii Górniczo-Hutniczej w Krakowie, uzyskując w 1964 roku na Sekcji Geodezji Przemysłowej, dyplom magistra inżyniera geodety. Pracę naukową rozpoczęła jako asystentka w latach 1954–1960 w Katedrze Matematyki Politechniki Wrocławskiej. Od 1960 roku, z chwilą powstania geodezyjnego kierunku studiów, pracowała w Akademii Rolniczej we Wrocławiu, w Katedrze Geodezji. W roku 1966, na macierzystym Wydziale melioracji Wodnych, uzyskała stopień doktora nauk technicznych na podstawie pracy Charakterystyka dokładnościowa poligonów w osnowach wodno-melioracyjnych, urządzeniowo-rolnych i leśnych. W roku 1980 habilitowała się na podstawie rozprawy Studia metodyczne wybranych zagadnień redakcji map przyrodniczo-rolniczych. W roku 1991 zostaje przez rektora Akademii Rolniczej we Wrocławiu powołana na stanowisko profesora nadzwyczajnego w Katedrze Geodezji i Fotogrametrii Akademii Rolniczej we Wrocławiu. W 1992 otrzymała tytuł profesorski od 1998 profesor zwyczajny. W latach 1984–1987 jest prodziekanem Wydziału Melioracji Wodnych, a w latach 1983–2003 kierownikiem Katedry Geodezji i Fotogrametrii.
Odznaczona: Krzyżem oficerskim Orderu Odrodzenia Polski, Krzyżem Kawalerskim Orderu Odrodzenia Polski, Złotym Krzyżem Zasługi, Medalem Komisji Edukacji Narodowej oraz Medalem „Za zasługi dla Akademii Rolniczej”.